# Rudolf Bartsch

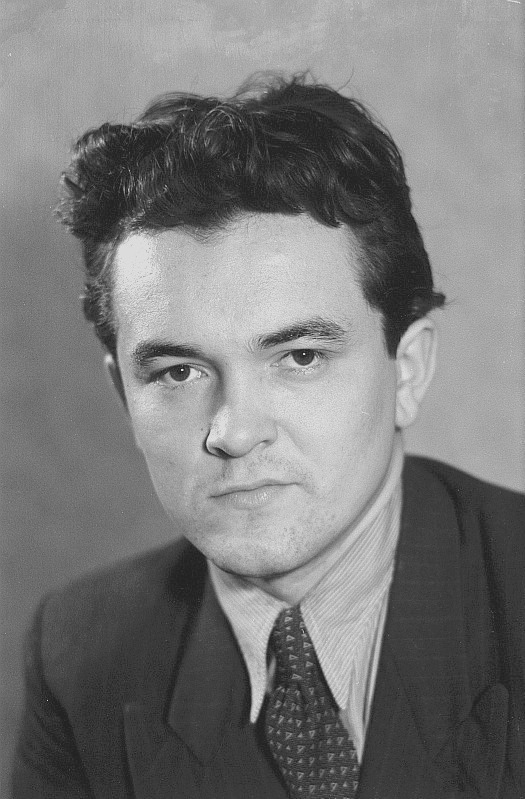
Rudolf Bartsch, 1953

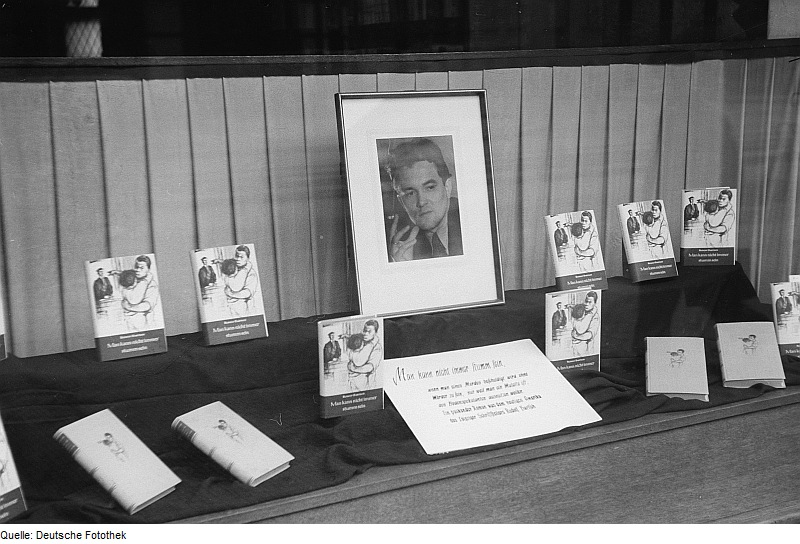
Schaufenster mit Werbung für das Buch Man kann nicht immer stumm sein 1953 in Leipzig

Rudolf Bartsch (* 15. September 1929 in Rosenberg/Oberschlesien; † 21. Juni 1981 in Berlin) war ein deutscher Schriftsteller.

## Leben
Rudolf Bartsch war der Sohn eines Angestellten. Er wuchs bei seinem Großvater in Kreuzburg/Oberschlesien auf, wo er die Volks- und Oberschule besuchte. Nachdem er als Angehöriger einer Kampfgruppe der Hitlerjugend noch an der Endphase des Zweiten Weltkriegs teilgenommen hatte, übersiedelte er 1945 nach Görlitz, später nach Leipzig. Nach der Schule arbeitete er als Landarbeiter und Maurer; ab 1950 besuchte er ein Lehrerbildungsinstitut. In den 1950er Jahren wechselte er zum Journalismus. Ab 1951 leitete er die Arbeitsgemeinschaft Junger Autoren des Landes Sachsen. Als Mitglied der SED war er von 1954 bis 1958 Abgeordneter im Bezirkstag in Leipzig. Von 1955 bis 1956 studierte er am Literaturinstitut Johannes R. Becher in Leipzig; anschließend lebte er als freier Schriftsteller in Ost-Berlin.

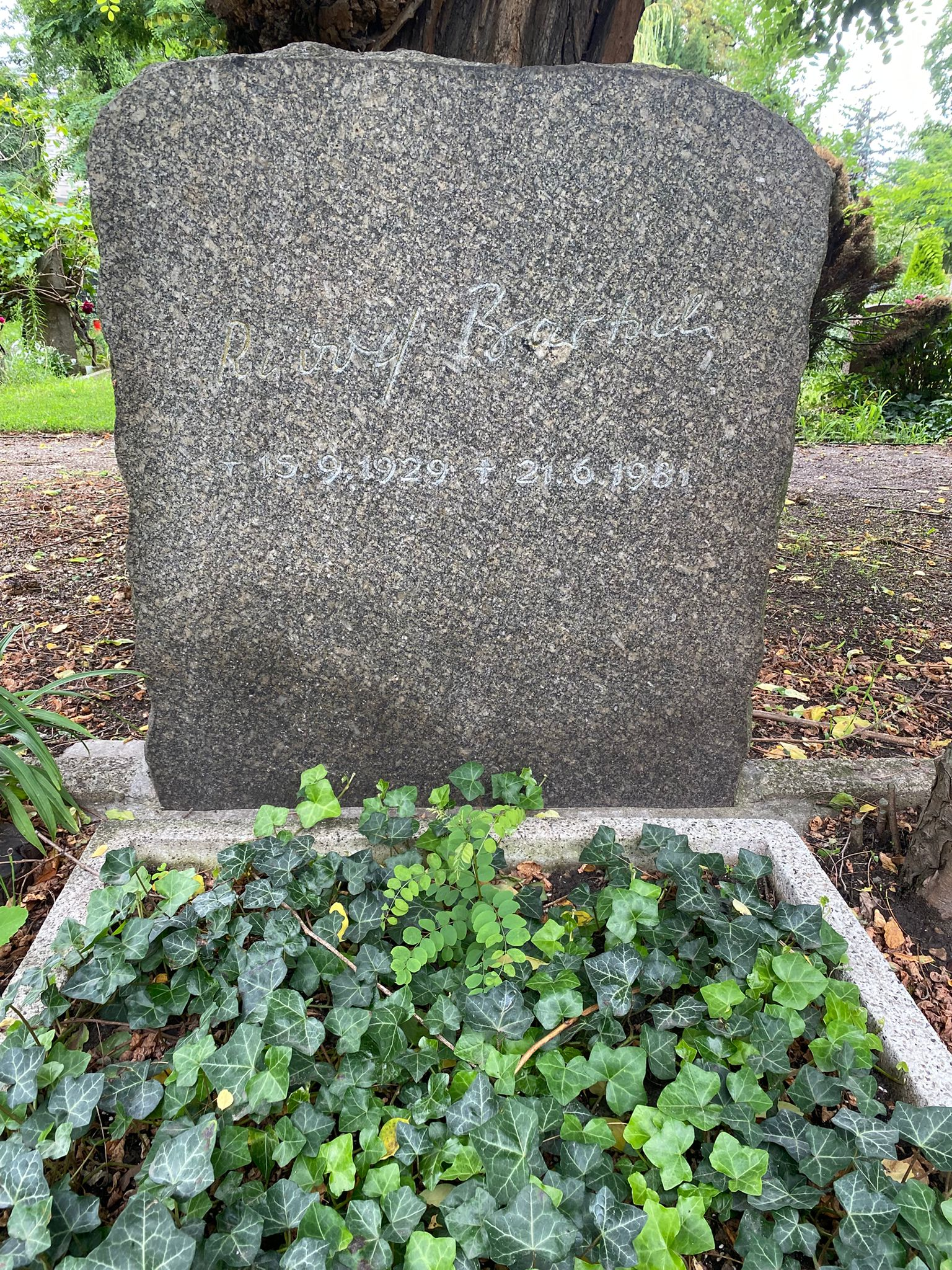
Grabstätte

Rudolf Bartsch war Verfasser von naturalistischer erzählender Prosa und Fernsehdrehbüchern, die häufig zeitgeschichtliche Themen behandeln. Sein größter Erfolg war der stark autobiografisch geprägte Roman Geliebt bis ans bittere Ende, in dem Bartsch seine eigenen Kriegserlebnisse verarbeitete. Dieses Werk erschien bis zum Jahr 1977 beim Mitteldeutschen Verlag Halle in 12 Auflagen.
1962 schrieb der streitbare Romanautor die Fabel und das Szenarium zu dem Fernsehfilm Die Sprengung (1964, Regie: Peter Hagen). Dieser Film wurde in der DDR allerdings nie aufgeführt, da er als „politisch renitent“ verboten wurde. Eine Kopie des Films wurde 2012 im Deutschen Rundfunkarchiv Potsdam-Babelsberg aufgefunden. 2012 fand dann auch seine Uraufführung statt.
Rudolf Bartsch verstarb im Alter von 51 Jahren und wurde auf dem Französischen Friedhof an der Chausseestraße beigesetzt. 

## Werke (Ausw.)
- Man kann nicht immer stumm sein. Halle (Saale) 1953.
- Tür zu, es zieht. Berlin 1955.
- Geliebt bis ans bittere Ende. Halle (Saale) 1958.
- Ein Zug fiel aus. Halle (Saale) 1960.
- Aufruhr in Bangsville. Berlin 1961.
- Schüsse am Gefängnis. Berlin 1961.
- Diskretion. Rudolstadt 1962.
- Die Sprengung 1964.
- Der Arzt muss schweigen. Berlin 1965.
- Zerreißprobe. Berlin [u. a.] 1969.
- Der Mann, der über den Hügel steigt. Berlin 1972.